# La Garde (Alpes-de-Haute-Provence)
Pour les articles homonymes, voir Lagarde et La Garde.
La Garde est une commune française, située dans le département des Alpes-de-Haute-Provence en région Provence-Alpes-Côte d'Azur.
Le nom de ses habitants est Gardois.

## Géographie
Le village est situé à 927 m d’altitude.

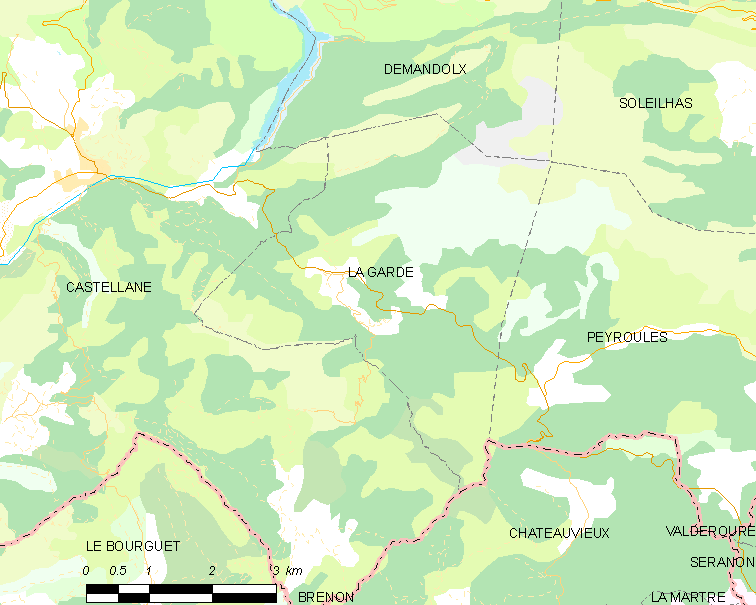
La Garde et les communes voisines (Cliquez sur la carte pour accéder à une grande carte avec la légende).

La Garde est une des 46 communes adhérentes du Parc naturel régional du Verdon.
Les communes limitrophes sont Demandolx, Peyroules, Châteauvieux (dans le Var) et Castellane.

### Relief
Les principaux sommets entourant le village sont :
- à l’ouest, Destourbes (1 543 m) ;
- au sud, la colline de Sebet (1 238 m) ;
- à l’est, la crête du Teillon atteint 1 893 m aux Quatre Termes ;
- au nord, la crête de Rus culmine à 1 481 m ;
- enfin, proche du village, le sommet de Croueste est à 1 198 m.

À l’est, la RD 4085 franchit le col de Luens à 1 085 m.

### Hydrographie et les eaux souterraines
Les principaux cours d’eau de la commune sont le ravin des Gravières, qui naît sur les pentes du Teillon et passe à l’est du village. Il se jette dans le ravin de Destourbes, qui lui rejoint le Verdon en amont de Castellane.
Cours d'eau sur la commune ou à son aval :
- rivière le jabron,
- ravins de destourbes, des costes, des sagnes, de maupas, des gravières, de la couissine, de sébet.

### Environnement

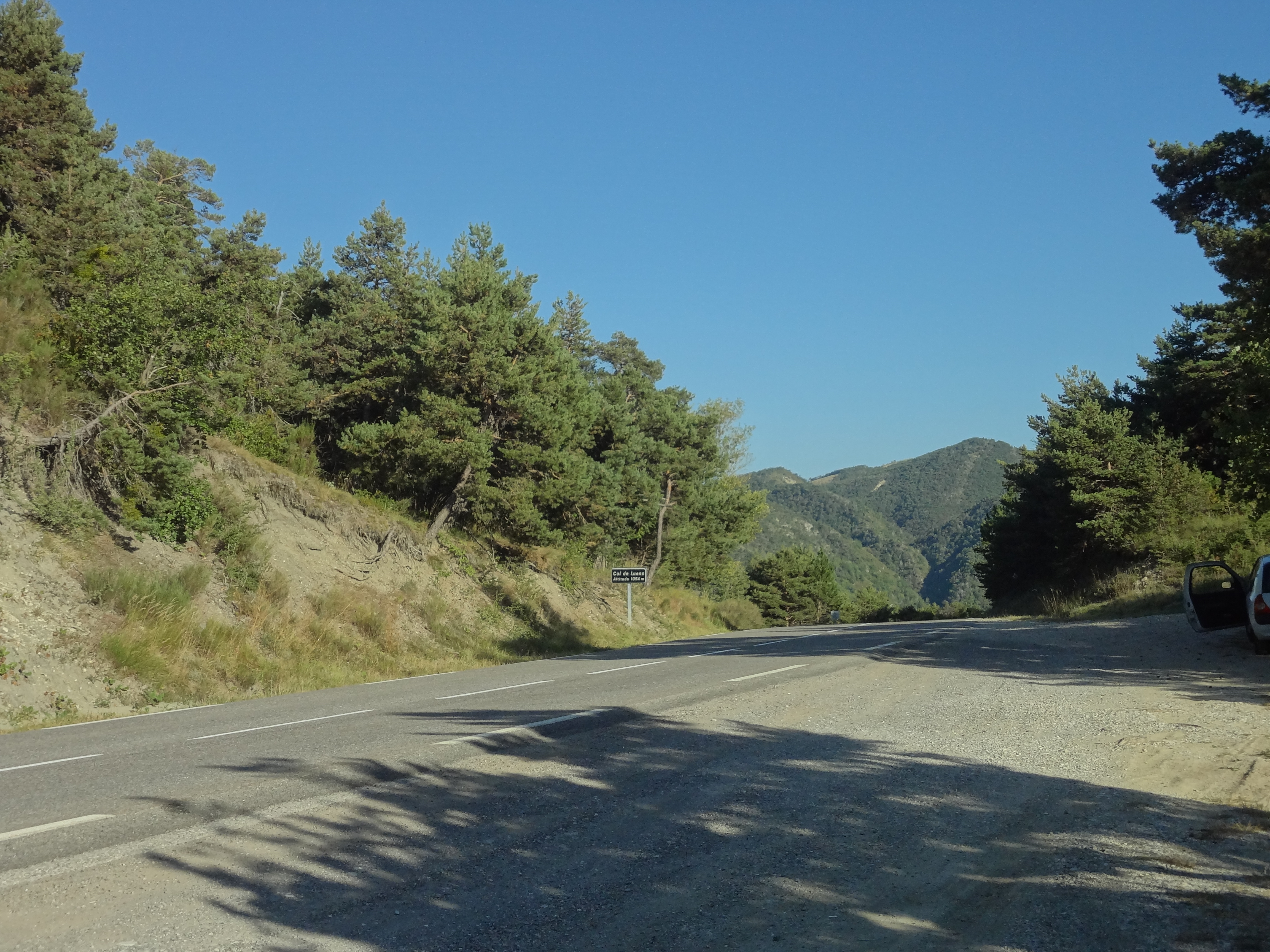
Col de Luens sur la RD 4085 (1054 m).

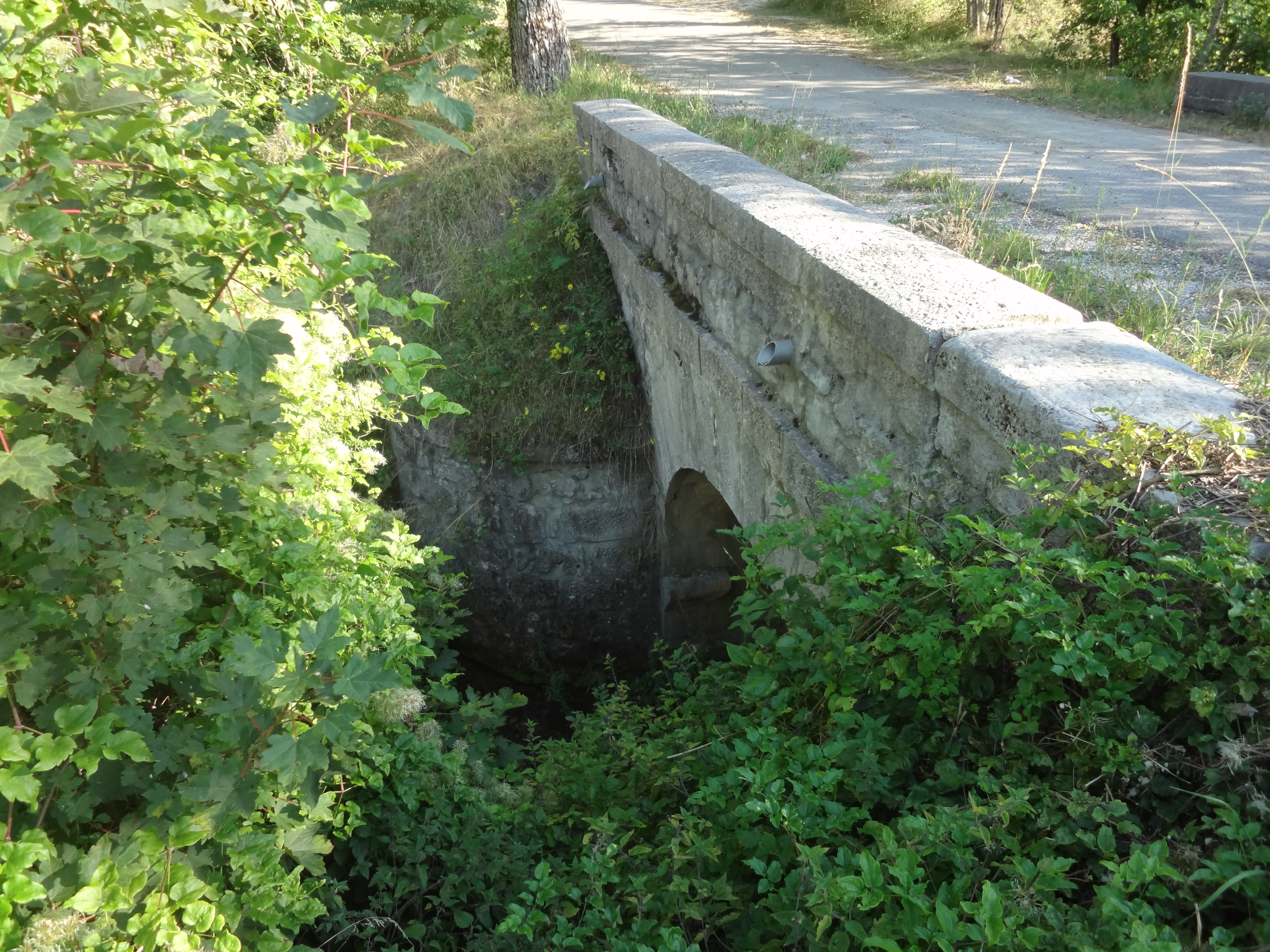
Pont de l'ancienne route nationale 85 ou route Napoléon.

La commune compte 630 ha de bois et forêts, soit 38 % de sa superficie.

### Voies de communications et transports

#### Voies routières
La commune est située sur la route départementale RD 4085, ancienne route nationale 85 et itinéraire emprunté par la route Napoléon. La route départementale RD 132 dessert la commune à partir du village où elle s’embranche sur la RD 4085.

### Risques naturels et technologiques
Aucune des 200 communes du département n'est en zone de risque sismique nul. Le canton de Castellane auquel appartient La Garde est en zone 1b (sismicité faible) selon la classification déterministe de 1991, basée sur les séismes historiques, et en zone 4 (risque moyen) selon la classification probabiliste EC8 de 2011. La commune de La Garde est également exposée à trois autres risques naturels :
- feu de forêt,
- inondation,
- mouvement de terrain : quelques versants de la commune sont concernés par un aléa moyen à fort[6].

La commune de La Garde est également exposée à un risque d’origine technologique, celui de transport de matières dangereuses par route. La route départementale RD 4085 peut être empruntée par les transports routiers de marchandises dangereuses.
Aucun plan de prévention des risques naturels prévisibles (PPR) n’existe pour la commune et le Dicrim existe depuis 2011.

### Sismicité
Globalement, et même si l’épicentre de certains séismes dévastateurs comme celui de Chasteuil en 1951 sont très proches, les séismes ont jusqu’à maintenant été faiblement ressentis.

### Toponymie
La localité apparaît pour la première fois dans les textes vers 1200 (la Gareda). Ce nom dérive de l’occitan garda, venant du germanique wart ou ward, lieu de guet,.

### Climat
Pour des articles plus généraux, voir Climat de Provence-Alpes-Côte d'Azur et Climat des Alpes-de-Haute-Provence.
En 2010, le climat de la commune est de type climat méditerranéen franc, selon une étude du Centre national de la recherche scientifique s'appuyant sur une série de données couvrant la période 1971-2000. En 2020, Météo-France publie une typologie des climats de la France métropolitaine dans laquelle la commune est dans une zone de transition entre le climat de montagne et le climat méditerranéen et est dans une zone de transition entre les régions climatiques « Var, Alpes-Maritimes » et « Alpes du sud ».
Pour la période 1971-2000, la température annuelle moyenne est de 10,6 °C, avec une amplitude thermique annuelle de 17 °C. Le cumul annuel moyen de précipitations est de 977 mm, avec 6,6 jours de précipitations en janvier et 4,8 jours en juillet. Pour la période 1991-2020, la température moyenne annuelle observée sur la station météorologique de Météo-France la plus proche, « Castellane », sur la commune de Castellane à 4 km à vol d'oiseau, est de 10,5 °C et le cumul annuel moyen de précipitations est de 999,7 mm. 
La température maximale relevée sur cette station est de 40,8 °C, atteinte le 28 juin 2019 ; la température minimale est de −20,5 °C, atteinte le 10 janvier 1985,,.
Les paramètres climatiques de la commune ont été estimés pour le milieu du siècle (2041-2070) selon différents scénarios d'émission de gaz à effet de serre à partir des nouvelles projections climatiques de référence DRIAS-2020. Ils sont consultables sur un site dédié publié par Météo-France en novembre 2022.

## Urbanisme

### Typologie
Au 1er janvier 2024, La Garde est catégorisée commune rurale à habitat dispersé, selon la nouvelle grille communale de densité à 7 niveaux définie par l'Insee en 2022.
Elle est située hors unité urbaine et hors attraction des villes,.

### Occupation des sols
L'occupation des sols de la commune, telle qu'elle ressort de la base de données européenne d’occupation biophysique des sols Corine Land Cover (CLC), est marquée par l'importance des forêts et milieux semi-naturels (93,9 % en 2018), une proportion sensiblement équivalente à celle de 1990 (94,6 %). La répartition détaillée en 2018 est la suivante : 
forêts (50,3 %), espaces ouverts, sans ou avec peu de végétation (26,4 %), milieux à végétation arbustive et/ou herbacée (17,2 %), zones agricoles hétérogènes (5,4 %), prairies (0,7 %).
L'évolution de l’occupation des sols de la commune et de ses infrastructures peut être observée sur les différentes représentations cartographiques du territoire : la carte de Cassini (XVIIIe siècle), la carte d'état-major (1820-1866) et les cartes ou photos aériennes de l'IGN pour la période actuelle (1950 à aujourd'hui).

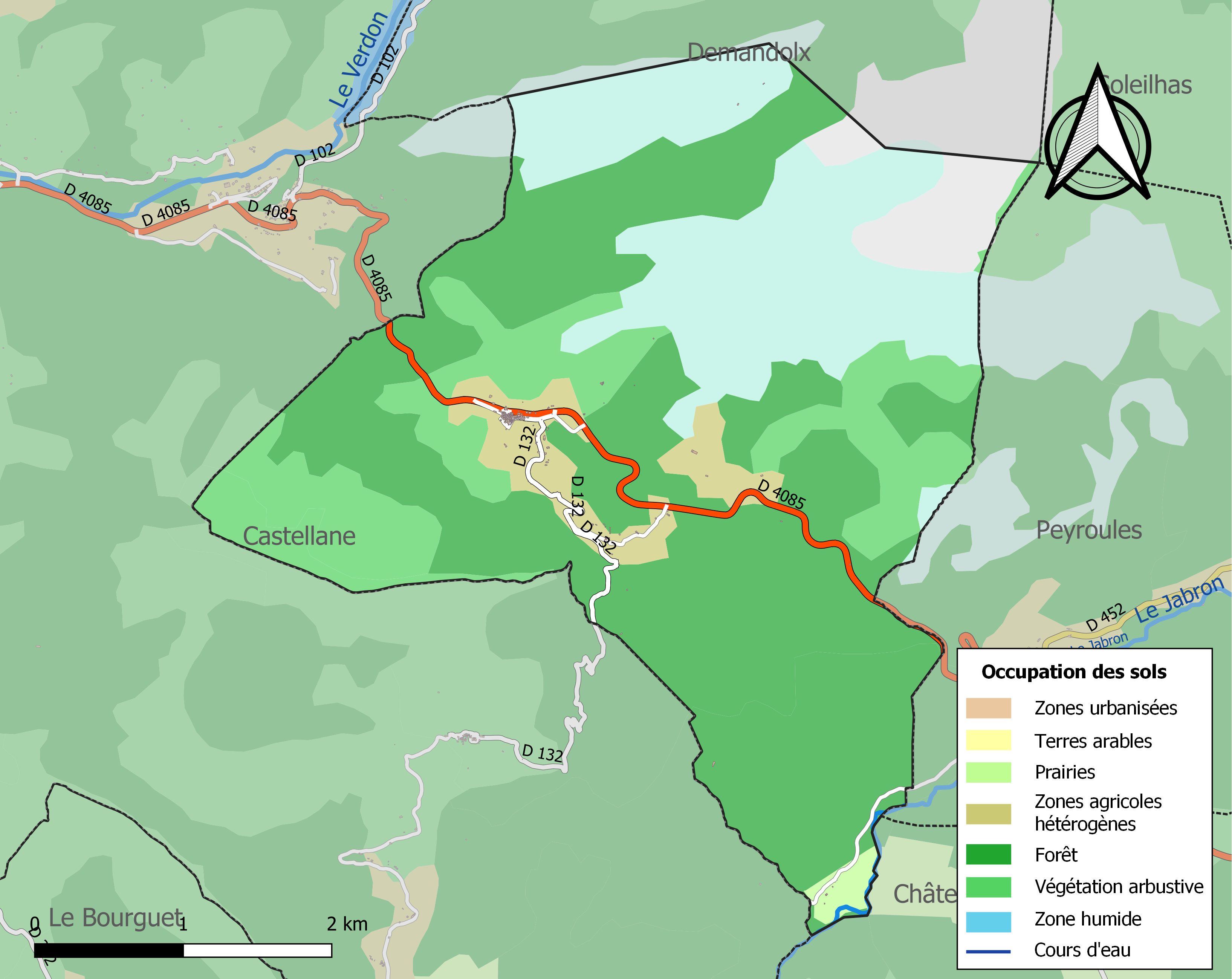
Carte de l'occupation des sols de la commune en 2018 (CLC).

## Histoire
Dans l’Antiquité, le peuple installé dans sur le territoire de la Garde à l’arrivée des Romains est celui des Suetrii.
La Garde jouait le rôle d’une place forte protégeant Castellane (la commune est située sur la route qui monte de Castellane au col de Luens, et au-delà vers Grasse et Draguignan). La seigneurie appartenait aux Castellane (XIIIe siècle). Lors de la crise ouverte par la mort de la reine Jeanne Ire, Guillaume du Puget, seigneur de La Garde, soutient Charles de Duras contre Louis Ier d'Anjou. Le ralliement de Sisteron à la cause angevine, en novembre, entraîne son changement d’engagement, et il prête hommage le 30 novembre 1385.
Le fief passe aux Gassendi (XVIIe siècle), puis aux Périer au XVIIIe siècle. Une fois les barons de Castellane vaincus, Castellane devint chef-lieu d’une viguerie dont relevait La Garde.
Lors de la guerre de Succession d'Autriche, une armée austro-sarde envahit la Provence et occupe La Garde en décembre 1746. Elle est repoussée par une offensive des troupes franco-espagnoles les 21 et 22 janvier.
La Révolution et l’Empire apportent nombre d’améliorations, dont une imposition foncière égale pour tous, et proportionnelle à la valeur des biens de chacun. Afin de la mettre en place sur des bases précises, la levée d’un cadastre est décidée. La loi de finances du 15 septembre 1807 précise ses modalités, mais sa réalisation est longue à mettre en œuvre, les fonctionnaires du cadastre traitant les communes par groupes géographiques successifs. En 1824, le cadastre dit napoléonien de La Garde est achevé.
Comme de nombreuses communes du département, celle de La Garde se dote d’écoles bien avant les lois Jules Ferry : en 1863, l’école installée au chef-lieu dispense une instruction primaire aux garçons. Aucune instruction n’est donnée aux filles : ni la loi Falloux (1851), qui impose l’ouverture d’une école de filles aux communes de plus de 800 habitants, ni la première loi Duruy (1867), qui abaisse ce seuil à 500 habitants, ne concernent La Garde. Si la commune profite de la deuxième loi Duruy (1877) pour rénover son école, ce n’est qu’avec les lois Ferry que les filles de La Garde sont régulièrement scolarisées.

## Héraldique
| Blason de Garde (La) | Blason  | D'azur à une tour d'argent ouverte, ajourée et maçonnée de sable sur une montagne de sinople,. |
| Blason de Garde (La) | Détails | Le statut officiel du blason reste à déterminer.                                               |

## Économie

### Aperçu général
En 2009, la population active s’élevait à 44 personnes, dont 6 chômeurs. Ces travailleurs sont majoritairement salariés (23 sur 39) et travaillent majoritairement hors de la commune (21 actifs sur 39).

### Agriculture
Fin 2010, le secteur primaire (agriculture, sylviculture, pêche) comptait quatre établissements actifs au sens de l’Insee (exploitants non-professionnels inclus) et aucun emploi salarié.
Le nombre d’exploitations professionnelles, selon l’enquête Agreste du ministère de l’Agriculture, est trop faible et couvert par le secret statistique depuis 2000. Il était de huit en 1988, avec une surface agricole utile (SAU) de 429 ha.

### Industrie
Fin 2010, le secteur secondaire (industrie et construction) comptait cinq établissements, sans salarié.
Des carrières de gypse ont été exploitées sur la commune.

### Activités de service
Fin 2010, le secteur tertiaire (commerces, services) comptait sept établissements (avec trois emplois salariés), auxquels s’ajoutent l’unique établissement du secteur administratif.
D'après l’Observatoire départemental du tourisme, la fonction touristique est très importante pour la commune, avec plus de cinq touristes accueillis par habitant, l’essentiel de la capacité d'hébergement étant marchande. Plusieurs structures d’hébergement à finalité touristique existent dans la commune :
- un hôtel[46] (classé deux étoiles[47]) et une capacité de huit chambres[48] ;
- un camping deux étoiles[49] avec une capacité de 200 emplacements[50] ;
- plusieurs meublés labellisés[51].

Les résidences secondaires apportent un complément appréciable à la capacité d’accueil : au nombre de 72, elles représentent plus de la moitié des logements. Parmi les résidences secondaires, quatre possèdent plus d’un logement,.

## Politique et administration

### Liste des maires

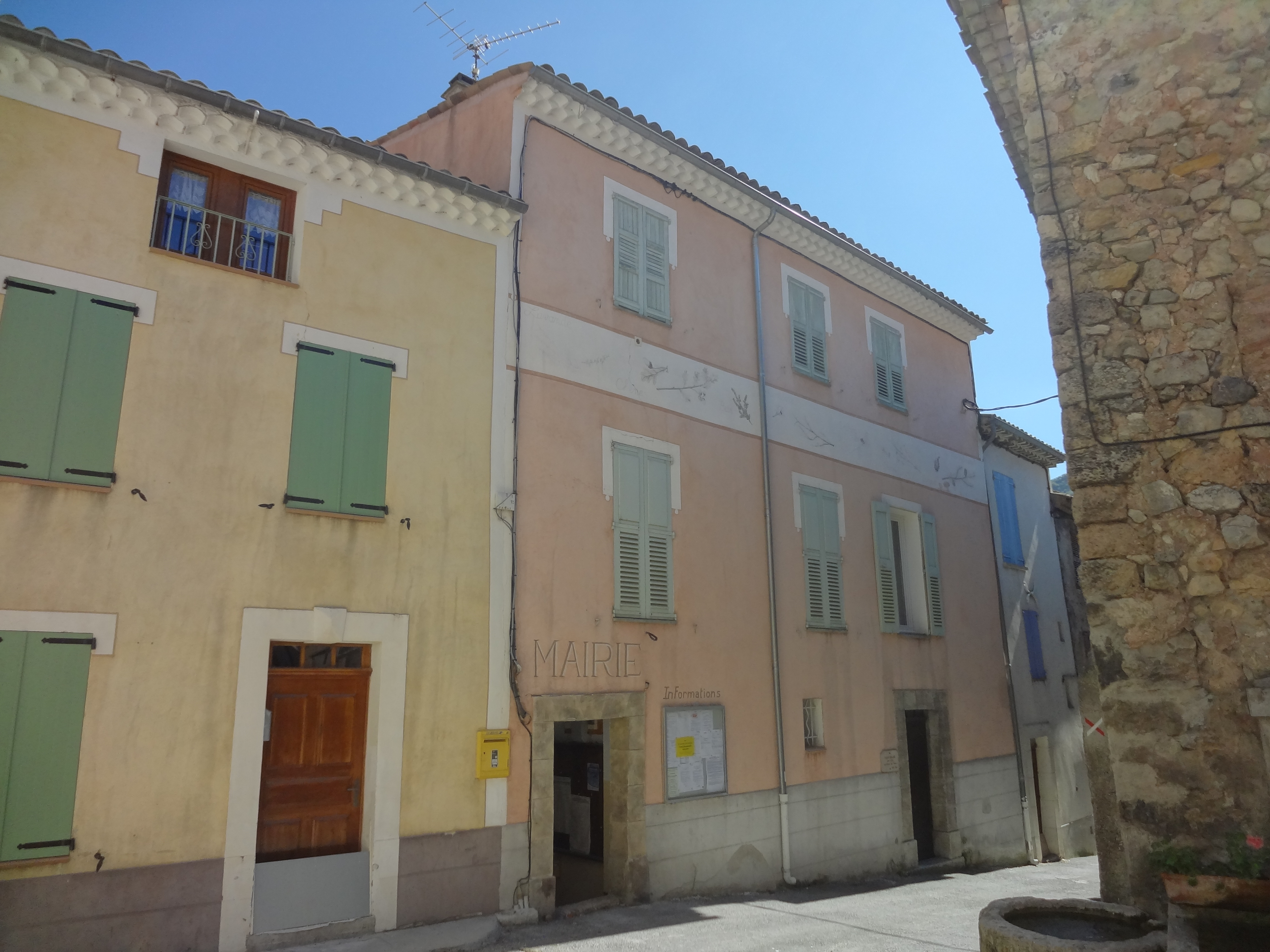
Mairie de La Garde.

| Période                                  | Période                       | Identité         | Étiquette | Qualité              |
| ---------------------------------------- | ----------------------------- | ---------------- | --------- | -------------------- |
| mai 1945                                 |                               | Alfred Escarras  |           |                      |
| 28 mars 1971                             | 25 juin 1995                  | Fernand Laugier  | SE        | réélu plusieurs fois |
| mars 2001                                | réélu en 2008                 |                  |           |                      |
| avant 2005                               | En cours (au 21 octobre 2014) | Henri Belisaire, | DVD       | Agriculteur retraité |
| Les données manquantes sont à compléter. |                               |                  |           |                      |

### Budget et fiscalité 2016
En 2016, le budget de la commune était constitué ainsi :
- total des produits de fonctionnement : 126 000 €, soit 1 526 € par habitant ;
- total des charges de fonctionnement : 118 000 €, soit 1 416 € par habitant ;
- total des ressources d’investissement : 26 000 €, soit 311 € par habitant ;
- total des emplois d’investissement : 33 000 €, soit 402 € par habitant.
- endettement : 0 €, soit 0 € par habitant.

Avec les taux de fiscalité suivants :
- taxe d’habitation : 6,60 % ;
- taxe foncière sur les propriétés bâties : 4,60 % ;
- taxe foncière sur les propriétés non bâties : 41,99 % ;
- taxe additionnelle à la taxe foncière sur les propriétés non bâties : 58,73 % ;
- cotisation foncière des entreprises : 16,51 %.

Chiffres clés Revenus et pauvreté des ménages en 2014.

### Intercommunalité
La Garde fait partie : 
- jusqu'en 2016, de la Communauté de communes du Moyen Verdon ;
- à partir du 1er janvier 2017, de la communauté de communes Alpes Provence Verdon.

### Urbanisme
La Communauté de communes Alpes Provence Verdon - Sources de Lumière, créée le 24 novembre 2016 avec effet le 1er janvier 2017, regroupe désormais 41 communes. Cet Établissement public de coopération intercommunale (EPCI) s'est engagé dans une démarche d’élaboration d’un Plan local d’urbanisme intercommunal (PLUi).

## Population et société

### Démographie
En 2022, La Garde comptait 126 habitants. À partir du XXIe siècle, les recensements réels des communes de moins de 10 000 habitants ont lieu tous les cinq ans (2004, 2009, 2014, etc. pour La Garde). Depuis 2004, les autres chiffres sont des estimations.
| 1315    | 1471   | 1765 | 1793 | 1800 | 1806 | 1821 | 1831 | 1836 | 1841 |
| ------- | ------ | ---- | ---- | ---- | ---- | ---- | ---- | ---- | ---- |
| 38 feux | 8 feux | 274  | 438  | 237  | 286  | 281  | 266  | 285  | 285  |

| 1846 | 1851 | 1856 | 1861 | 1866 | 1872 | 1876 | 1881 | 1886 | 1891 |
| ---- | ---- | ---- | ---- | ---- | ---- | ---- | ---- | ---- | ---- |
| 278  | 252  | 222  | 208  | 235  | 236  | 246  | 237  | 238  | 218  |

| 1896 | 1901 | 1906 | 1911 | 1921 | 1926 | 1931 | 1936 | 1946 | 1954 |
| ---- | ---- | ---- | ---- | ---- | ---- | ---- | ---- | ---- | ---- |
| 211  | 180  | 156  | 122  | 116  | 119  | 130  | 95   | 95   | 81   |

| 1962 | 1968 | 1975 | 1982 | 1990 | 1999 | 2004 | 2009 | 2022 | - |
| ---- | ---- | ---- | ---- | ---- | ---- | ---- | ---- | ---- | - |
| 68   | 54   | 65   | 68   | 88   | 56   | 84   | 90   | 126  | - |

L’histoire démographique de La Garde, après la saignée des XIVe et XVe siècles et le long mouvement de croissance jusqu’au début du XIXe siècle, est marquée par une période d’« étale » où la population reste relativement stable à un niveau élevé. Cette période dure de 1806 à 1851. L’exode rural provoque ensuite un mouvement de baisse de la population de longue durée. En 1911, la commune enregistre la perte de plus de la moitié de sa population par rapport au maximum historique de 1836-1841. Le mouvement de baisse ne s'interrompt définitivement que dans les années 1960. Depuis, la population a repris sa croissance.

### Cultes
Culte catholique, Doyenné Var et Verdon, Diocèse : Digne-Riez-Sisteron

## Lieux et monuments

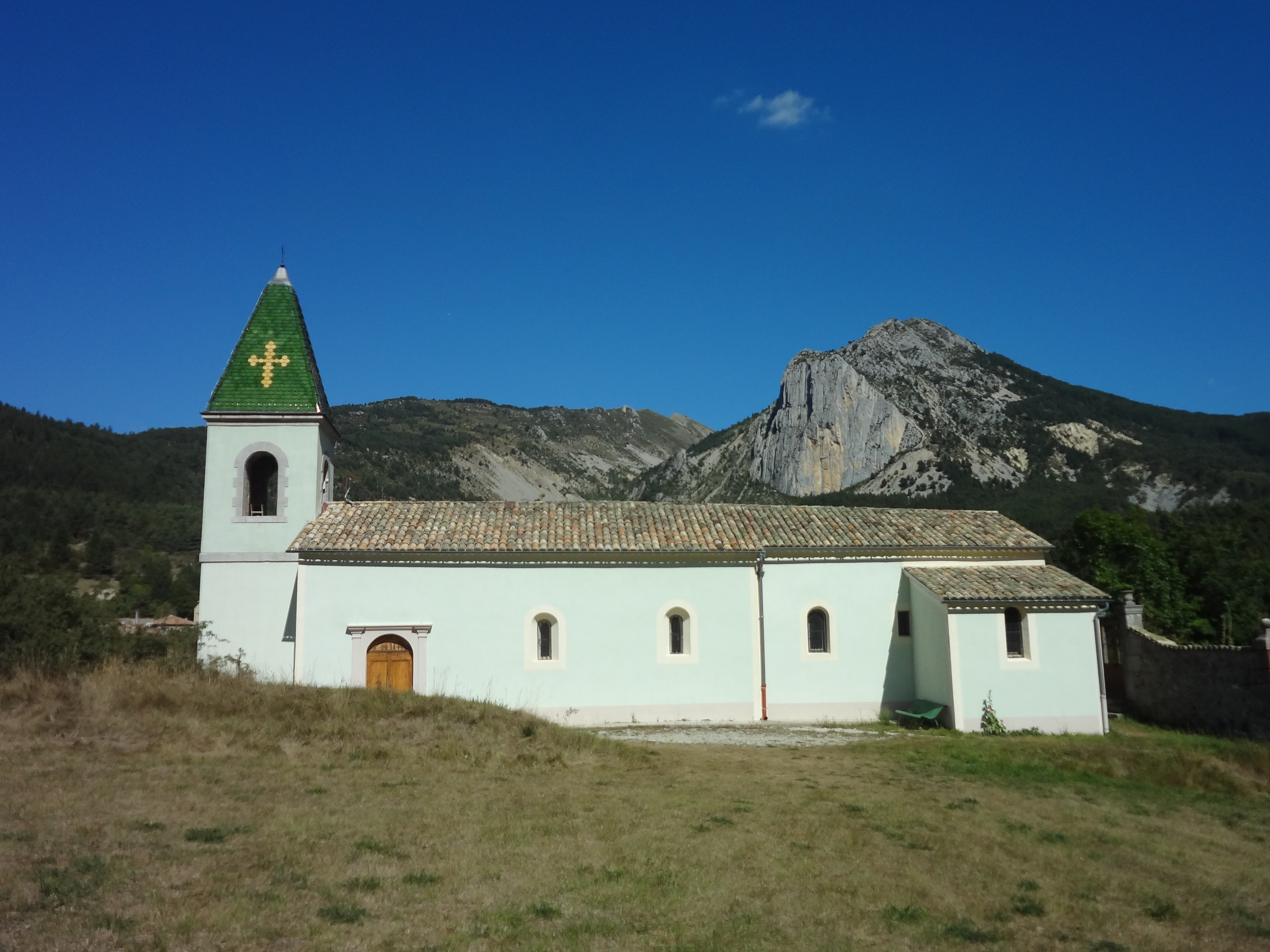
Église Notre-Dame-des-Ormeaux.

- L’église paroissiale[67] est placée sous le vocable de Notre-Dame-des-Ormeaux[68],[29] et sous le patronage de sainte Anne[29] est un agrandissement d’une église plus ancienne (XIIIe siècle) : les deux travées centrales ont été conservées, la première modifiée, la dernière ajoutée, avec l’abside. Les raccords sont assez grossiers[68]. La cloche serait de 1605[69] ?

Les chapelles, oratoires et monuments commémoratifs
- L’ancienne église paroissiale[70] se trouve à moins d'un kilomètre à l'est du village : c’est actuellement la chapelle Saint-Martin[29].
- Une autre chapelle se trouve sur la route de Castellane, placée sous le vocable de Saint-Sébastien[71]. Elle est construite ici au XVIe ou au XVIIe siècle, pour protéger la communauté contre les dangers venant de l’extérieur[29].
- Enfin, l'entrée ouest du village est marquée par la chapelle Sainte-Anne[72].
- Monuments commémoratifs[73].
  - Plaque commémorative de l'église.
  - Plaque commémorative 1914-1918 de la mairie.
  - Tombeau[74].
- Cimetière[75].
- Oratoires, croix de chemin[76],[77],[78].

Le petit patrimoine local
- Fontaines, lavoirs et puits[79],[80],[81],[82].
- Four à pain[83].
- Cabane troglodytique[84].
- Pont sur le ravin des Gravières[85].

Chapelles, croix de mission, oratoires de La Garde
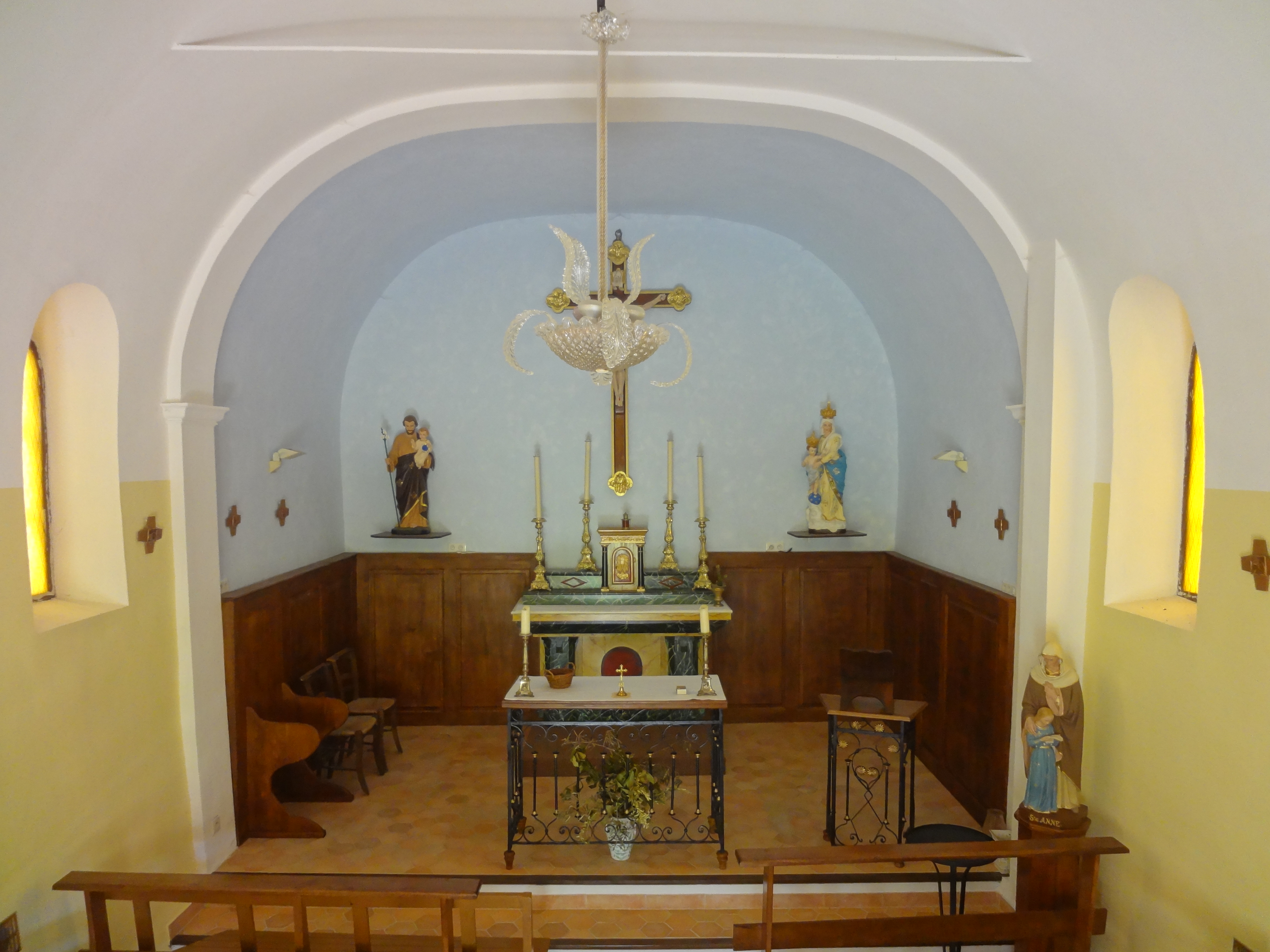
Chœur de la chapelle Sainte-Anne.
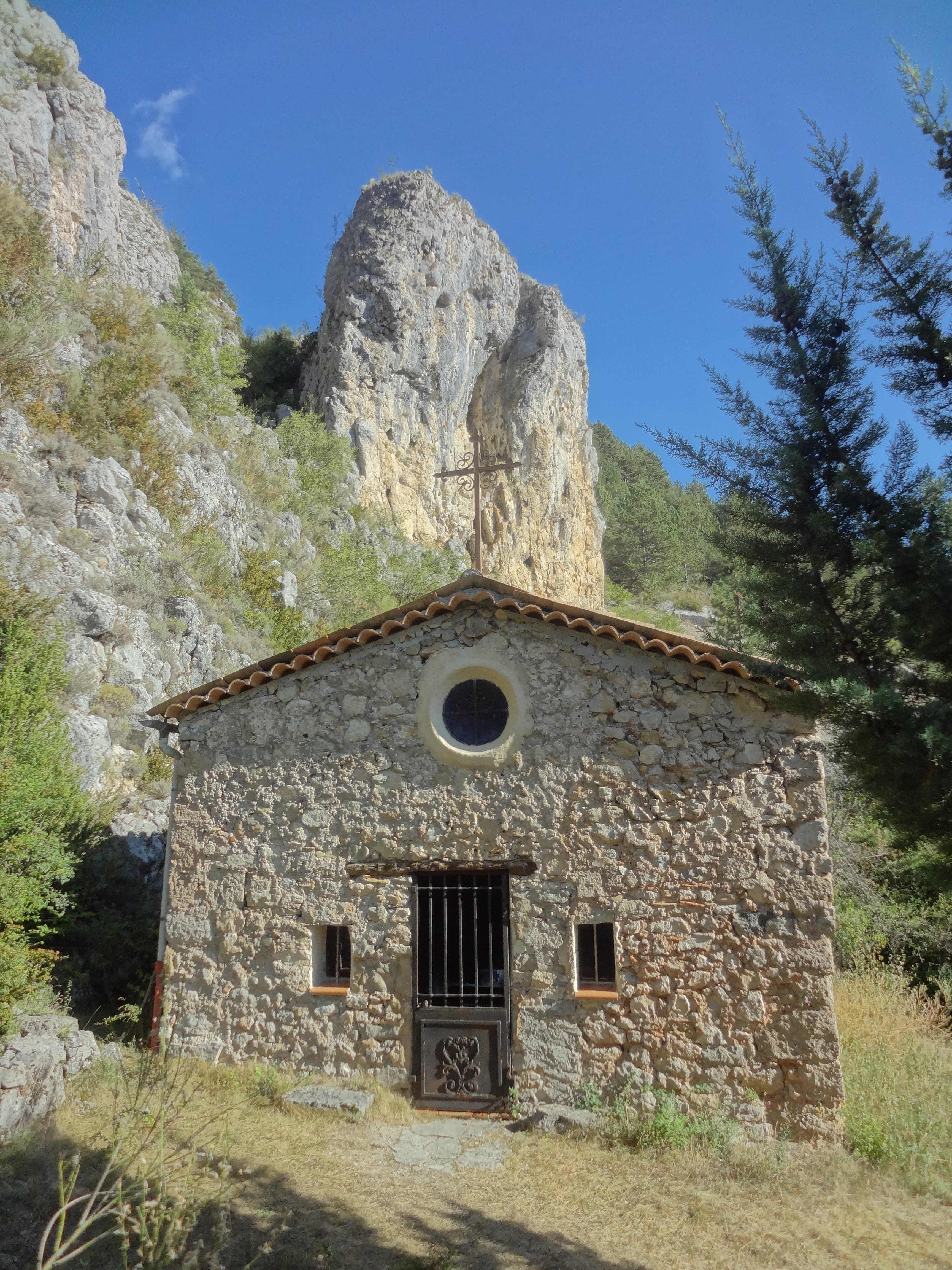
Chapelle Saint-Martin.
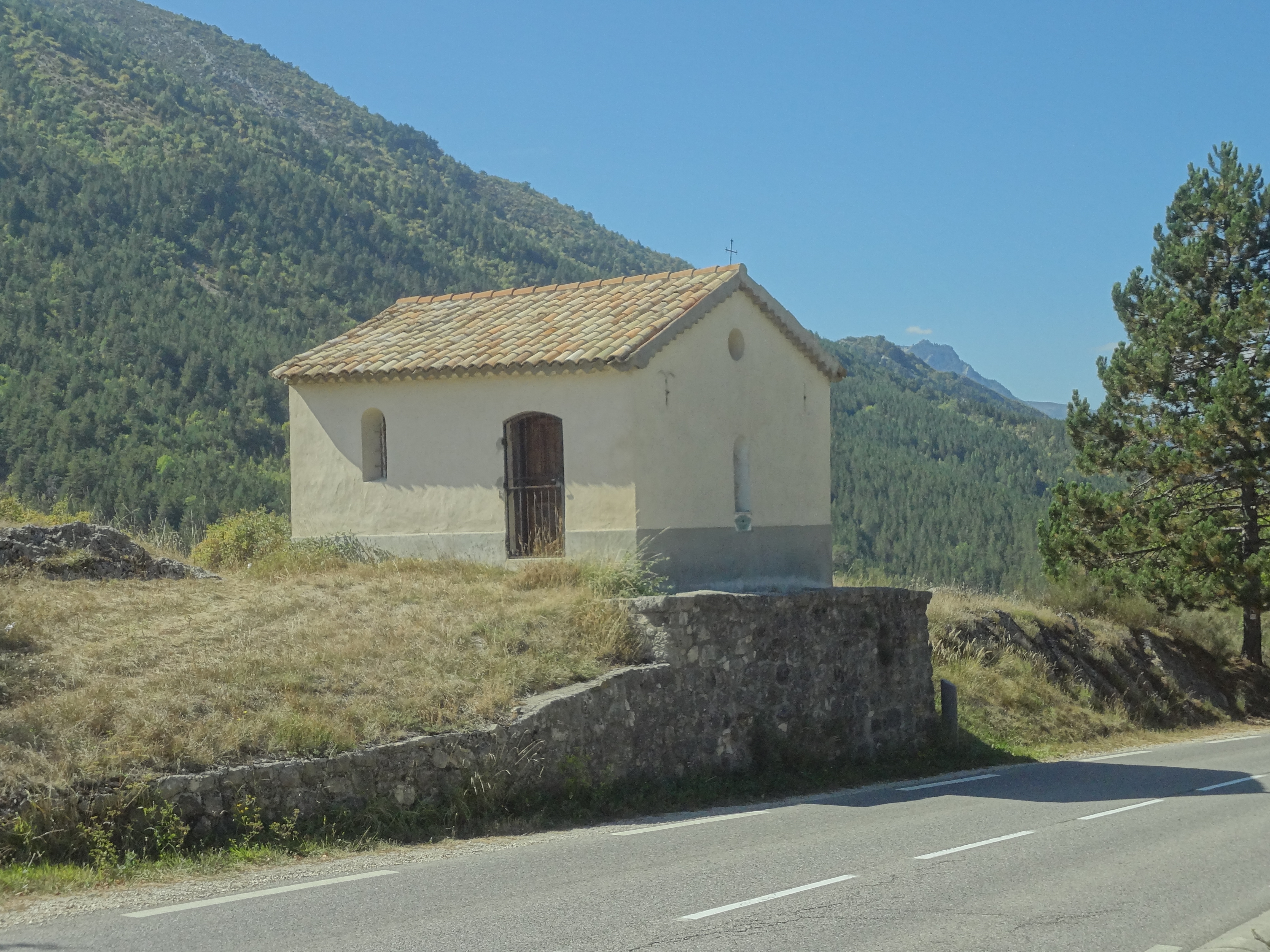
Chapelle Saint-Sébastien, sur la route nationale.
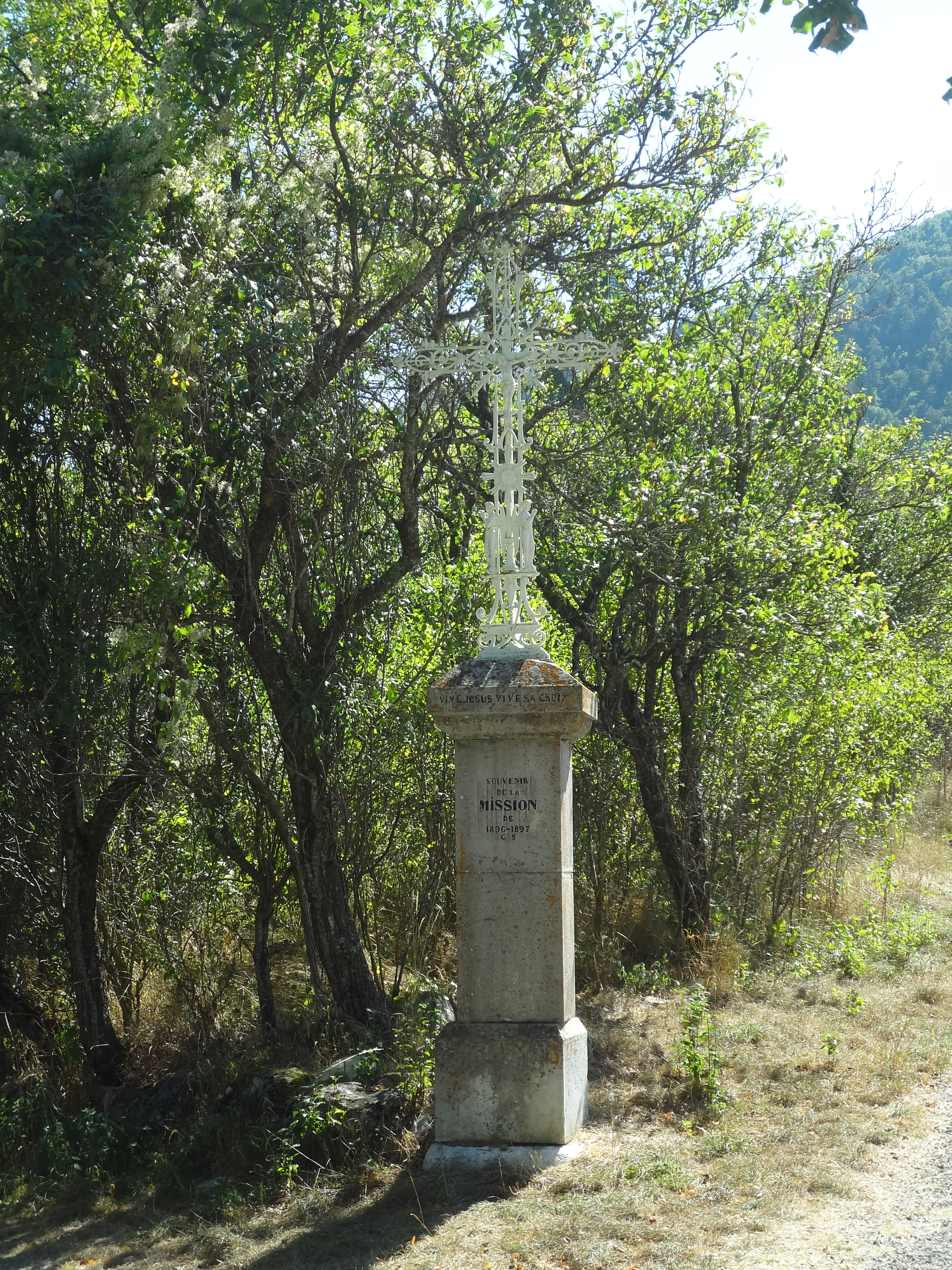
Croix de mission.
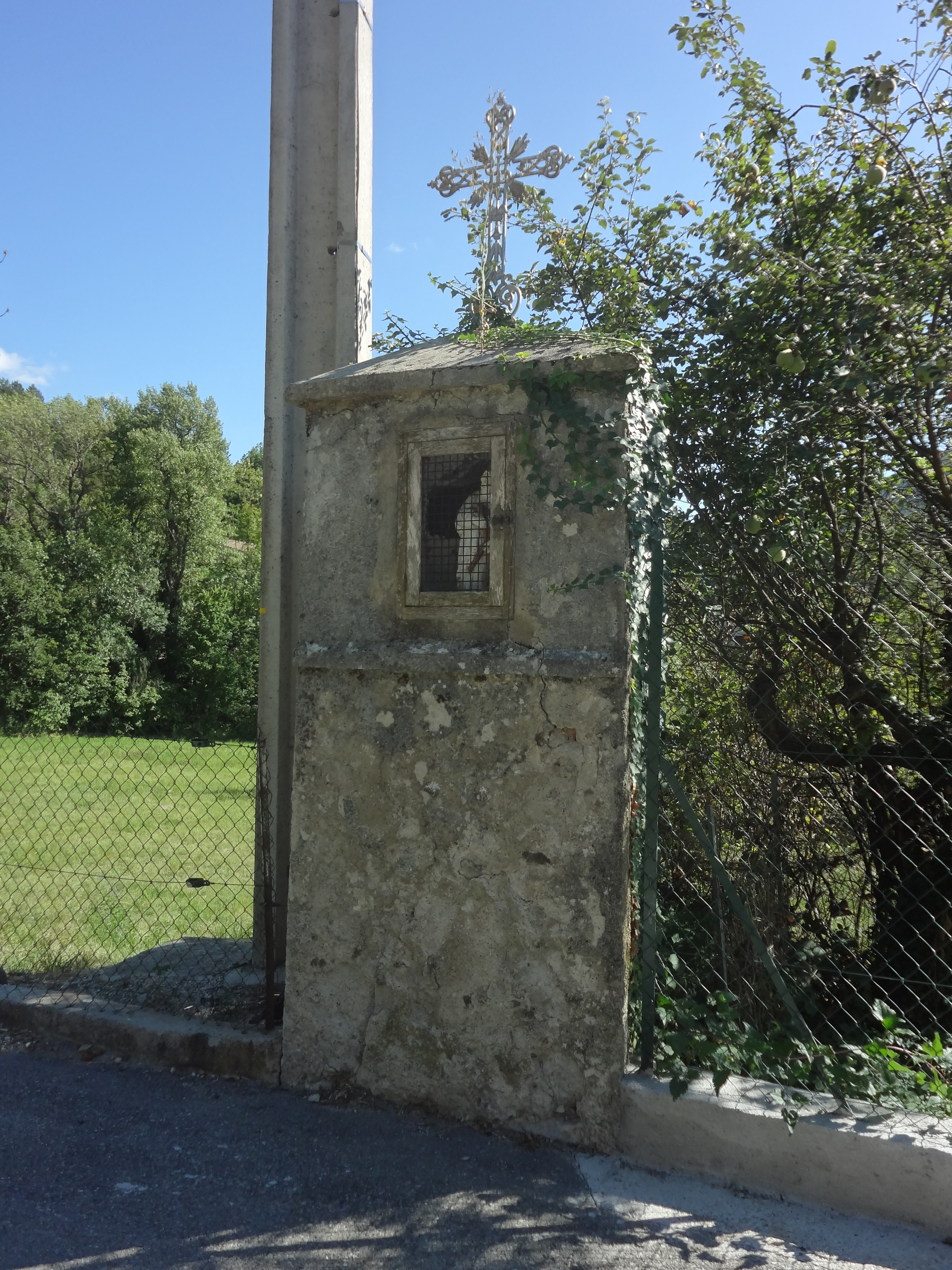
Oratoire est.
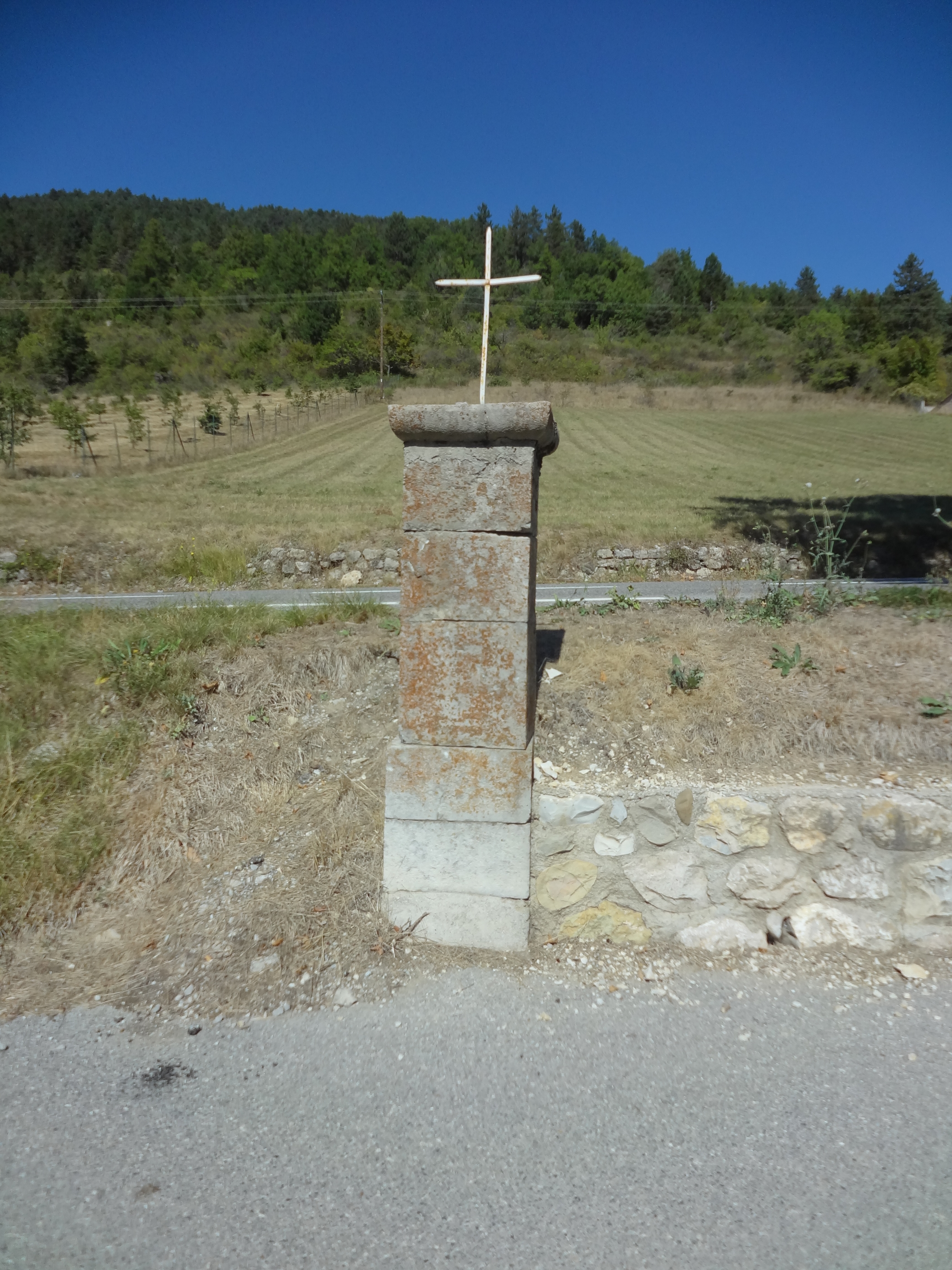
Oratoire à l'ouest.